# Лубелли, Карло
Карло Альберто Лубелли (итал. Carlo Alberto Lubelli; 1902, Лечче — 1979) — итальянский скульптор. Участник летних Олимпийских игр 1936 года.

## Биография
Карло Лубелли родился в 1902 году в итальянском городе Лечче.
В 1936 году участвовал в состязании скульпторов на летних Олимпийских играх в Берлине. Выступал в конкурсе авторов статуй с работой «Пловец на старте», не попав в число призёров, а также 14 обладателей почётных грамот. Это 73-сантиметровое бронзовое изваяние установлено в здании отдела общественных работ Лечче.
В 1938—1939 годах работы Лубелли были дважды отмечены премией Сан-Ремо.
Умер в 1979 году.

## Творчество
Среди тех, чьи скульптурные портреты создал Лубелли, был итальянский журналист и политик Арнальдо Муссолини, брат итальянского диктатора Бенито Муссолини. Его портрет он изваял в 1935 году — через четыре года после смерти, и тогда же работа была представлена в Риме на II Квадриеналле национального искусства.
В Бриндизи в храме Святого Архангела Михаила на постоянной выставке «Скульптурный симпозиум» представлен скульптурный портрет молодой женщины, который Лубелли изваял в 1940-х годах.